# 1992–1993-as magyar jégkorongbajnokság
Az 56. első osztályú jégkorong bajnokságban hét csapat indult el. A mérkőzéseket 1992. október 1. és 1993. április 30. között rendezték meg.

## Rájátszás végeredménye

### Felsőház
|    | Csapat            | M  | GY | D | V  | GK        | Pont |
| -- | ----------------- | -- | -- | - | -- | --------- | ---- |
| 1. | FTC               | 24 | 19 | 4 | 1  | 206 – 75  | 42   |
| 2. | Jászberényi Lehel | 24 | 18 | 3 | 3  | 202 – 78  | 39   |
| 3. | Újpest TE         | 24 | 15 | 2 | 7  | 176 – 105 | 32   |
| 4. | Alba Volán        | 24 | 8  | 1 | 15 | 121 – 136 | 17   |

### Alsóház
|    | Csapat         | M  | GY | D | V  | GK        | Pont |
| -- | -------------- | -- | -- | - | -- | --------- | ---- |
| 1. | Miskolci HC    | 22 | 7  | 0 | 15 | 143 – 200 | 14   |
| 2. | Népstadion SZE | 22 | 6  | 0 | 16 | 91 – 181  | 12   |
| 3. | Debreceni AHC  | 22 | 3  | 0 | 19 | 102 – 263 | 6    |

## Helyosztók
Döntő: Ferencváros – Lehel HC 4-1, 0-4, 1-4, 5-2, 4-3
Harmadik helyért: UTE – Alba Volán 5-4, 7-2

## Bajnokság végeredménye
1. Ferencvárosi TC

2. Lehel HC

3. Újpest TE

4. Alba Volán-FeVita

5. Miskolci HC

6. Népstadion SZE

7. Debreceni AHC

## kanadai táblázat
| Hely. | Név                 | Csapat        | M | G  | A  | P   |
| ----- | ------------------- | ------------- | - | -- | -- | --- |
| 1.    | Anatolij Vodopjanov | Lehel HC      |   | 55 | 47 | 102 |
| 2.    | Andrej Vorobjev     | Lehel HC      |   | 46 | 27 | 73  |
| 3.    | Alekszej Szelihov   | Lehel HC      |   | 35 | 36 | 71  |
| 4.    | Igor Eszmantovics   | Ferencváros   |   | 39 | 29 | 68  |
| 5.    | Rjanov              | Újpesti TE    |   | 38 | 22 | 60  |
| 6.    | Pék György          | Újpesti TE    |   | 27 | 32 | 59  |
| 7.    | Milan Stas          | Miskolci HC   |   | 24 | 31 | 55  |
| 8.    | Borisz Puskarjov    | Alba Volán    |   | 28 | 25 | 53  |
| 9.    | Szergej Oreskin     | Ferencváros   |   | 27 | 26 | 53  |
| 10.   | Vlagyimir Jevremov  | Debreceni AHC |   | 29 | 23 | 52  |

## Az Ferencváros bajnokcsapata
Arkagyij Andrejev, Bán Károly, Bognár Nándor, Egyházi Áron, Igor Eszmantovics, Vlagyimir Fjodorov, Horváth Csaba, Hudák Gábor, Jámbor Károly, Juhász Zsolt, Kaltenecker István, Kiss Tibor, Mihály Gábor, Miletics Csaba, Molnár Dávid, Molnár János, Orbán Gábor, Orbán György ifj, Oreskin Szergej, Paraizs Ernő, Póznik György, Sándor Szilárd, Szajlai László, Szilassy Zoltán, Terjék István
Vezetőedző: Basa János

## A bajnokság különdíjasai
- A legjobb kapus: Juhász Zsolt (Ferencváros)
- A legjobb hátvéd: Vargyas László (Lehel HC)
- A legjobb csatár: Szajlai László (Ferencváros)
- A legeredményesebb játékos: Anatolij Vodopjanov (Lehel HC)
- A legjobb U18 játékos (Leveles Kupa): Palkovics Krisztián (Alba Volán)
- A legjobb újonc játékos (Kósa Kupa): Sándor Szilárd (Ferencváros)
- A legtechnikásabb játékos (Miklós Kupa): Szajlai László (Ferencváros)

## Külső hivatkozások
- a Magyar Jégkorong Szövetség hivatalos honlapja